# 마쟁가르브

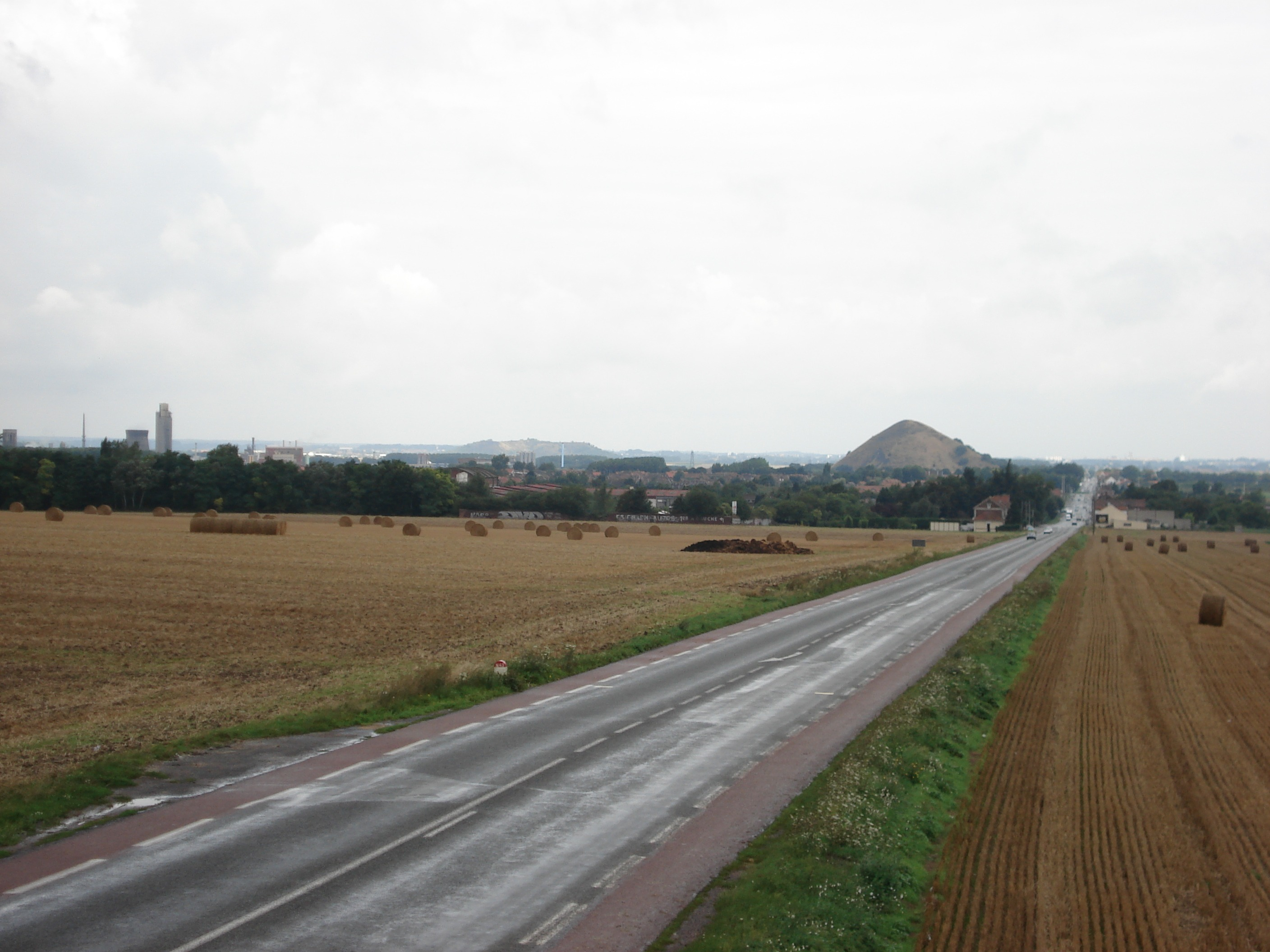
마쟁가르브를 지나가는 도로의 모습

마쟁가르브(프랑스어: Mazingarbe)는 프랑스 노르파드칼레 파드칼레주에 위치한 도시로 면적은 3.55km2, 인구는 5,586명(2006년 기준), 인구 밀도는 1,600명/km2이다. 랑스에서 북서쪽으로 4.8km 정도 떨어진 곳에 위치하며 D176 도로, D75 도로가 합류한다. A26 고속도로가 이 곳을 경유한다.

시 문장

## 인구
| 연도        | 인구   | ±% p.a. |
| ----------- | ------ | ------- |
| 1968        | 10,074 | —       |
| 1975        | 9,006  | −1.59%  |
| 1982        | 8,128  | −1.45%  |
| 1990        | 7,843  | −0.45%  |
| 1999        | 7,482  | −0.52%  |
| 2007        | 7,505  | +0.04%  |
| 2012        | 7,620  | +0.30%  |
| 2017        | 8,053  | +1.11%  |
| 출처: INSEE |        |         |

## 같이 보기
- 파드칼레주의 코뮌 목록